# Film V6 act IV -DANCE CLIPS and more-
『Film V6 act IV -DANCE CLIPS and more-』（フィルムブイシックスアクトフォー -ダンスクリップスアンドモア-）は、V6のクリップ集。2005年3月9日発売。発売元はavex trax。

## 概要
- 初回盤はチェンジ・ジャケット（全5種類）が封入されている。
- 3年ぶりのクリップ集。
- 「Film V6 act IV -BALLAD CLIPS and more-」「Very best LIVE -1995〜2004-」と同時発売。

## 収録内容

### 本編映像
1. Feel your breeze
2. Darling
3. COSMIC RESCUE
4. 強くなれ
5. サンダーバード-your voice-

### 特典映像
1. 2002/2003 ミュージック・クリップ・メイキング1
  1. Feel your breeze
  2. Darling
  3. COSMIC RESCUE